# Brad Whitford

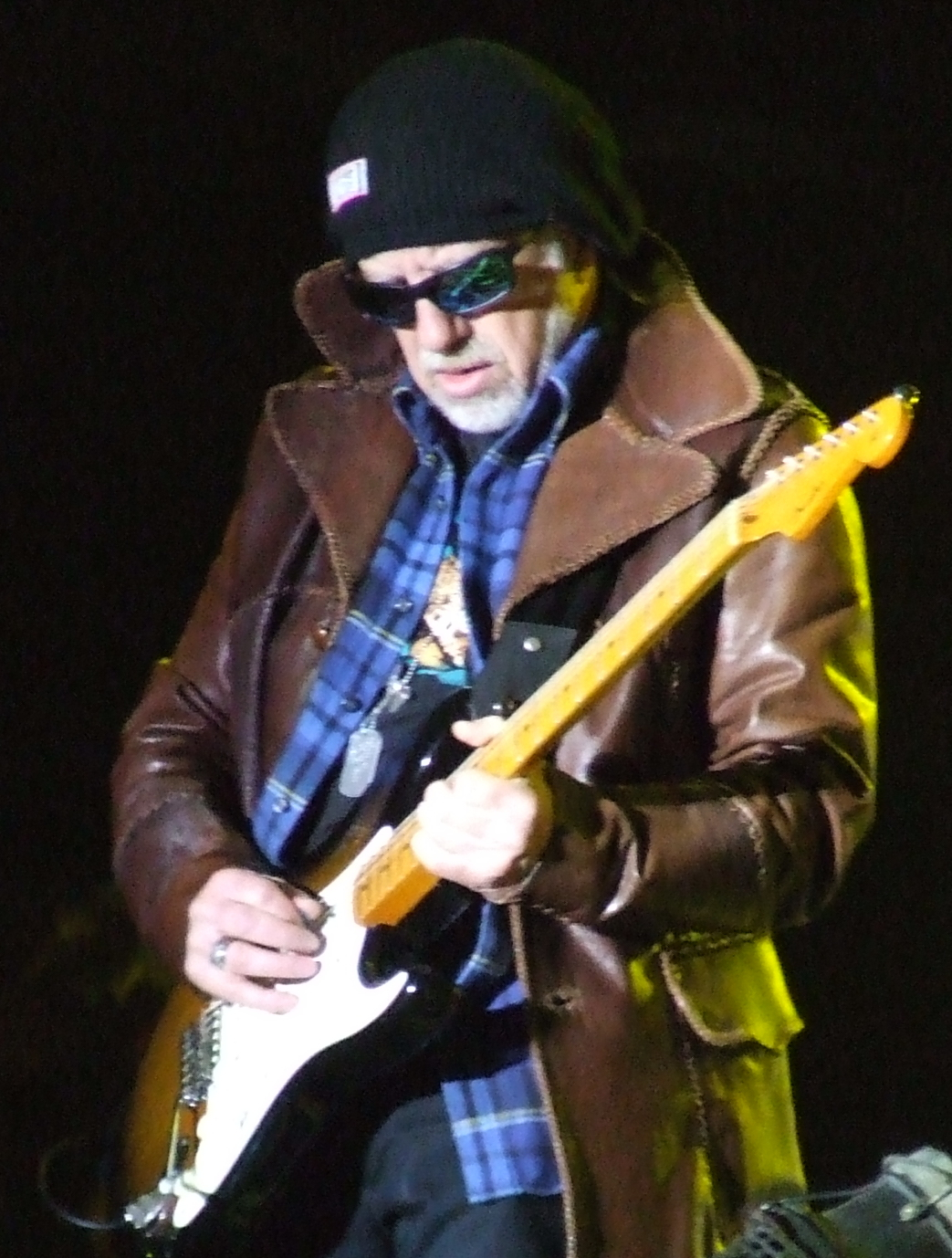
Brad Whitford, 2010

Brad Ernest Whitford (* 23. Februar 1952 in Winchester, Massachusetts) ist ein US-amerikanischer Musiker. Bekanntheit erlangte er als Rhythmusgitarrist der Rockband Aerosmith.

## Karriere
Whitford spielte in den 1960er-Jahren in weitgehend unbekannten Bands wie Teapot Dome, Earth Incorporated, Cymbals of Resistance und Justin Tyme. Später prägten die musikalischen Einflüsse von Led Zeppelin und Humble Pie sein Spiel in Richtung Bluesrock. Er besuchte das renommierte Berklee College of Music in Boston. 1971 schloss er sich der Rockband Aerosmith an und ersetzte den bisherigen zweiten Gitarristen Raymond Tabano. Nach kommerziell erfolgreichen Alben wie Toys in the Attic und Rocks führten Drogenprobleme zu Spannungen in der Band, und Whitford sowie Leadgitarrist Joe Perry verließen Aerosmith Ende der 1970er-Jahre. Whitford gründete mit dem ehemaligen Gitarristen von Ted Nugent, Derek St. Holmes, das Projekt Whitford/St. Holmes. Ihr selbstbetiteltes Album von 1981 war allerdings ein kommerzieller Flop.
1984 kehrten Whitford und Perry zu Aerosmith zurück, wo sie bis in die Gegenwart spielen.
2001 wurde Whitford als Mitglied von Aerosmith in die Rock and Roll Hall of Fame aufgenommen.

## Privates
Whitford hat drei Söhne aus seiner zweiten Ehe mit Karen Lesser. Seit 2006 ist er mit Kimberly Whitford verheiratet, mit der er ein gemeinsames Kind hat.